# Cis sellatus
Cis sellatus is een keversoort uit de familie houtzwamkevers (Ciidae). De wetenschappelijke naam van de soort werd in 1940 gepubliceerd door Kenneth Gloyne Blair.